# 仏足石歌

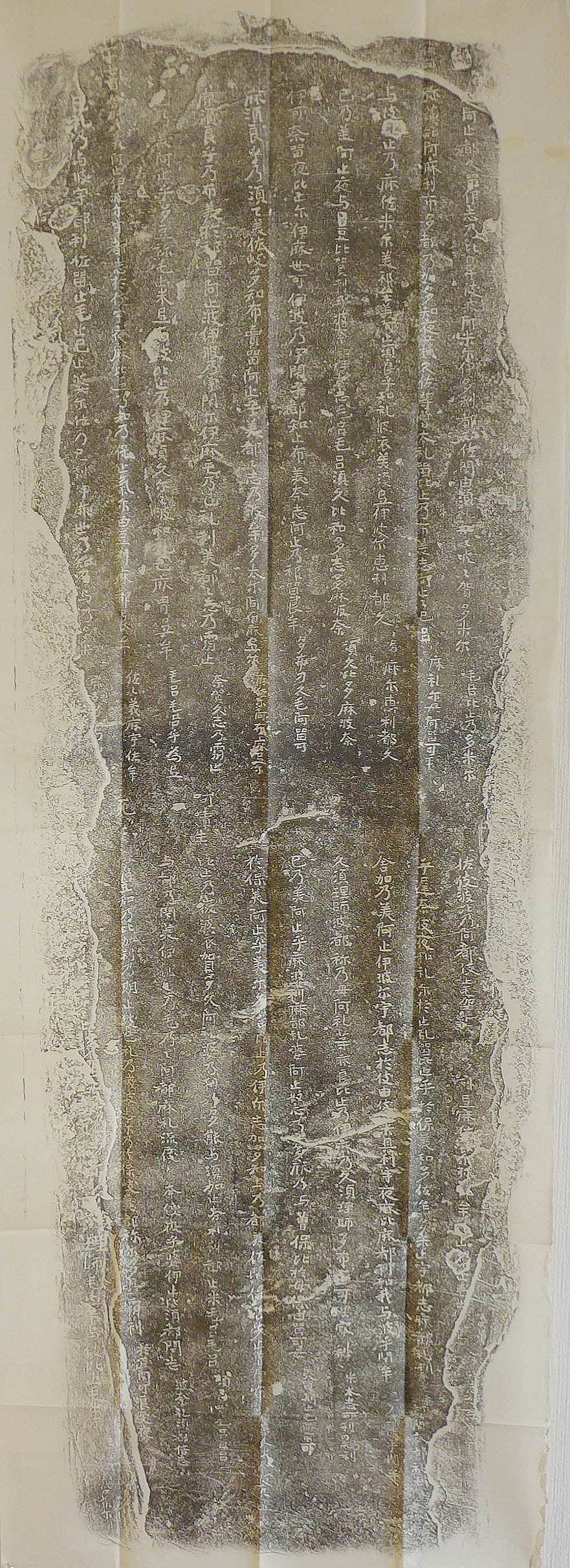
仏足跡歌碑　拓本

仏足石歌（ぶっそくせきか）は、仏足石（仏足跡）の歌とも呼び、薬師寺の仏足跡歌碑に刻まれた21首の歌、およびそれと同じ歌体を持つ和歌を言う。

## 薬師寺の仏足石歌
奈良薬師寺には、仏足石とともに仏足跡歌碑があり、「恭仏跡」（仏徳を賛えたもの）17首、「呵責生死」（世の無常の道理を説いて仏道を勧めるもの）4首の仏教歌謡が、一字一音の万葉仮名で刻まれている。
仏足石は天武天皇の孫・文屋智努（文室浄三、智努王）が753年（天平勝宝5年）亡き夫人（または母ともいわれる）の追善のために作ったもので、仏足石歌もこの頃作られたと見られている。仏足石歌の作者は明らかでない。
仏足石歌の歌体はすべて五・七・五・七・七・七の6句からなり、6句目はその前の5句目を言い換えたものが多く、この歌体は結句を繰り返して歌う上代歌謡に起源をもつといわれている。6句目はそれまでの文字よりも小さく刻まれている。

## 仏足石歌体
仏足石歌と同じ五・七・五・七・七・七からなる和歌の形式は、仏足石歌体と呼ばれている。仏足跡歌碑のほかにこの歌体が見られるのは『古事記』『万葉集』『播磨国風土記』で、それぞれ1首ずつが見られる。
- 意富岐美能 美古能志婆加岐 夜布士麻理 斯麻理母登本斯 岐礼牟志婆加岐 夜気牟志婆加岐（古事記下、清寧天皇）

大君の 御子の柴垣 八節（やふ）絞（じま）り 絞（しま）り廻（もとほ）し 切れむ柴垣 焼けむ柴垣
- 伊夜彦 神乃布本 今日良毛加 鹿乃伏良武 皮服著而 角附奈我良（万葉集巻16、3884 越中国歌四首之四）

弥彦 神の麓に 今日らもか 鹿の伏すらむ 皮衣着て 角つきながら
- 宇都久志伎　乎米乃佐々波爾　阿良礼布理　志毛布留等毛　奈加礼曽祢　袁米乃佐々波（播磨国風土記　賀毛郡　小目野）

うつくしき　小目の小竹葉に　霰降り　霜降るとも　な枯れそね　小目の小竹葉
仏足石歌体は平安時代に入ると衰亡した。拾遺和歌集・千載和歌集・躬恒集に「旋頭歌」として載せられている歌には仏足石歌体の形式を持つものがあるが、末の2句は並列になっていない。
- 増鏡そこなる影にむかひ居て見る時にこそ知らぬ翁に逢ふ心地すれ（拾遺和歌集、雑下、旋頭歌。躬恒集にも見える）
- 東路の八重の霞を分け来ても君にあはねばなほ隔てたる心地こそすれ（千載和歌集、雑歌下、旋頭歌、源仲正）
- 東路の野島が崎のはま風にわがひも結ひしいもが顔のみおもかげに見ゆ（千載和歌集、雑歌下、旋頭歌、左京大夫顕輔）

## 仏足石に刻まれた歌

### 1番歌

#### 万葉仮名（原文）
美阿止都久留　伊志乃比鼻伎波　阿米尓伊多利　都知佐閉由須礼　知々波々賀多米尓　毛呂比止乃多米尓

#### 平仮名置き換え
みあとつくる　いしのひびきは　あめにいたり　つちさへゆすれ　ちゝはゝがために　もろひとのために

#### 漢字混じり文（参考）
御足跡作る　石の響きは　天に至り　土さへ揺すれ　父母が為に　諸人の為に
- 「御足跡（みあと）」は単に「御跡」と表記されることも多い。

### 2番歌

#### 万葉仮名（原文）
弥蘓知阿麻利　布多都乃加多知　夜蘓久佐等　曽太礼留比止乃　布美志阿止々巳呂　麻礼尓母阿留可毛
- 「蘓」は「蘇」の別字体。「蘓」と「曽」は現代の平仮名では共に「そ」と表記されるが、奈良時代には別の発音であった。
- 「巳」は「己」に同じ。

#### 平仮名置き換え
みそちあまり　ふたつのかたち　やそくさと　そだれるひとの　ふみしあとゝころ　まれにもあるかも

#### 漢字混じり文（参考）
三十余り 二つの相 八十種と 備れる人の 踏みし足跡処　希にも有るかも
- 「三十余り 二つの相 八十種」とは、仏陀の備える三十二相八十種好のことである。

### 17番歌

#### 万葉仮名（原文）
於保美阿止乎　美尓久留比止乃　伊尓志加多　知与乃都美佐閇　保呂歩止曽伊布　乃曽久止叙伎久
- 「曽」と「叙」は現代の平仮名では共に「ぞ」と表記されるが、奈良時代には別の発音であった。

#### 平仮名置き換え
おほみあとを　みにくるひとの　いにしかた　ちよのつみさへ　ほろぶとぞいふ　のぞくとぞきく

#### 漢字混じり文（参考）
大御足跡を　見に来る人の　去にし方　千代の罪さへ　滅ぶとぞ言ふ　除くとぞ聞く